# 方向変換

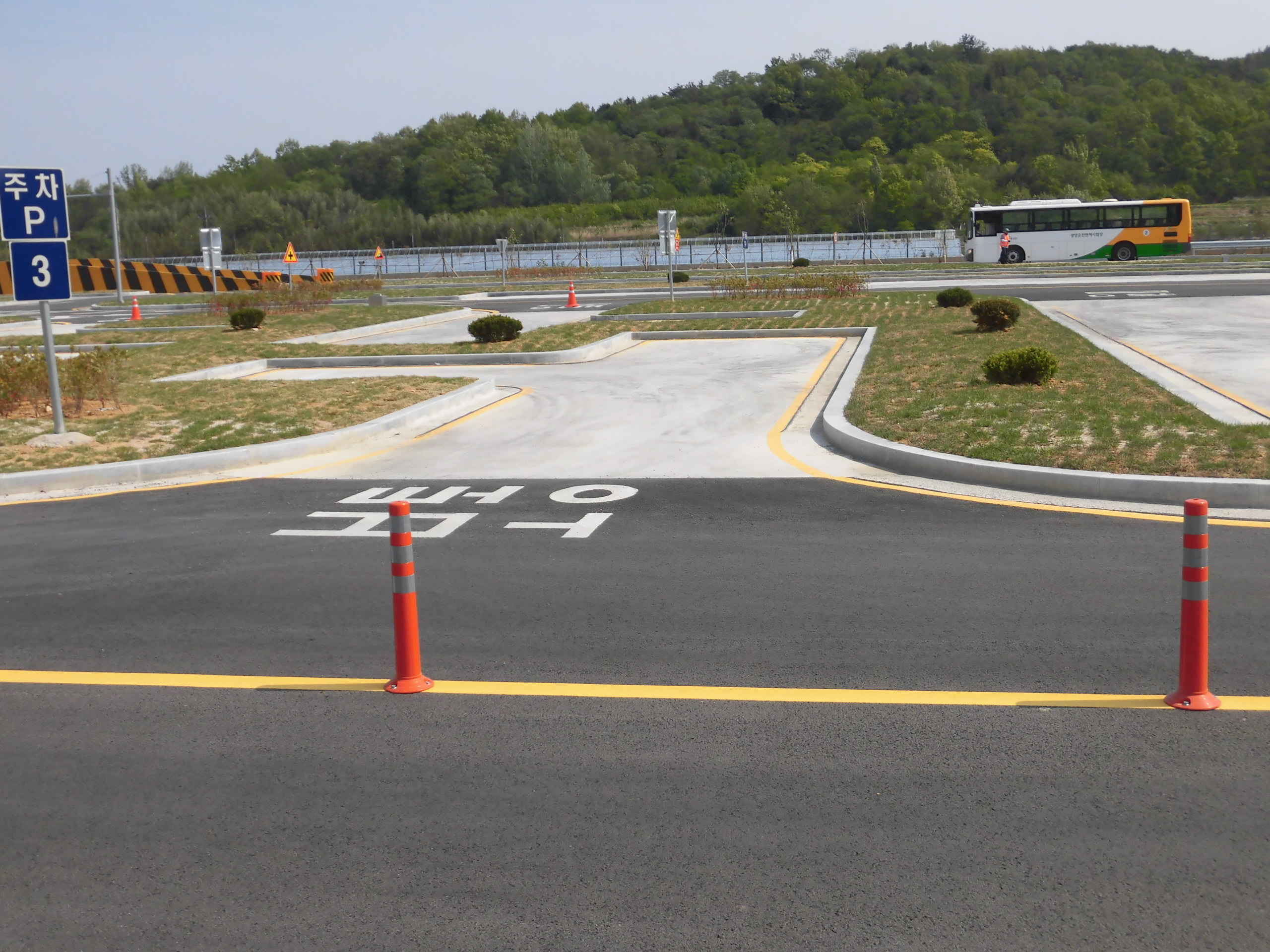
光陽運転免許試験場の普通免許用方向転換

方向変換（ほうこうへんかん）とは四輪自動車教習及び免許試験に使用される狭路の一種。またこれを使用して行う技能教習・技能試験項目。

## 概要
T字形のコースである。行き止まりの部分は周囲に縁石が敷かれ、ポールが立てられており、車庫のようになっている。
四輪車の卒業検定や技能試験で必ず検査される課題の一つで、教習・試験項目としては、コースを利用して反対方向へ出ていく（方向を変える）ことが目的となる。通常は、行き止まり部分を少し行き過ぎて停止し、右バックもしくは左バックで行き止まり部分に進入して停止し、それまで進行してきた方向と逆の方向に出るという形になる。
バックで行き止まり部分に進入し停止するまでの操作は一般的な運転操作における車庫入れと類似するが、車庫に入れるのではなく方向を変えることが目的であるため、車がコースに対して斜めになってもよく、必ずしも奥まで入れたりする必要もない。ただし、けん引自動車では、トレーラーとトラクタが真っ直ぐであることが条件である。バックで進入した際に右または左に寄りすぎて出られない場合は、幅寄せをする。
走行中の脱輪や接触に注意する必要がある。ハンドルを切っても曲がり切れず、脱輪・接触しそうになった場合は、切り返しをする。脱輪・接触した場合も直ちに停止し、切り返しをする。脱輪・接触した際に停止して切り返しをすれば減点のみであるが、そのまま進んだ場合は危険行為等とされ、検定中止となる。また切り返しをする際、同じ場所で1回切り返しただけでは減点されないが、2回以上してしまうとその都度減点される。同じ場所で4回切り返した場合は危険行為等とされ、検定中止となる。

## 手順
ここでは、右バックによる方向変換について述べる。（ ）内は左バックの場合。
1. 方向変換コースに進入したら、なるべく右端（左端）に車体を寄せる。
2. 車庫内を直接目視で確認し、前へ進む。この時、車庫に入れやすいように車の向きを斜めにしてもよい。
3. 車両右後輪をコースのすみきりに近づけるように、ハンドルを右（左）いっぱいに切り、後退していく。その際、左側(右側)の前輪が脱輪しないよう注意。
4. 方向が変換できると思ったところでハンドルを戻し、進入した方向に出ていく。